# Zanzibar
 Der er for få eller ingen kildehenvisninger i denne artikel, hvilket er et problem. Du kan hjælpe ved at angive troværdige kilder til de påstande, som fremføres i artiklen.

6°08′S 39°19′Ø / 6.133°S 39.317°Ø
Zanzibar (arabisk: زنجبار; Zanjibār) er en øgruppe og en autonom del af Tanzania i Østafrika. Zanzibar består af hovedøerne Unguja og Pemba samt mange mindre øer, som ligger omkring disse. Zanzibar blev tidlig besøgt af arabiske og portugisiske handelsfolk, og øgruppen var kontrolleret af det omanske sultanat i 1700- og 1800-tallet. Efter en periode som selvstændig sultanat blev øgruppen et britisk protektorat i 1890. Zanzibar blev til et selvstændig sultanat i december 1963, og til en republik efter en revolution ledet af John Okello i januar 1964. I april 1964 slog Zanzibar sig sammen med Tanganyika og blev Den forenede republik Tanganyika og Zanzibar, omdøbt til Tanzania i oktober samme år. Zanzibars hovedstad er Zanzibar by, og byens kerne, Stenbyen på Zanzibar, står på UNESCOs verdensarvsliste.
Zanzibar består af en del småøer samt de to hoved-øer, den sydlige Unguja (uofficielt ofte betegnet som Zanzibar) som måler 1.658 km², og den nordlige Pemba på 984 km². Der bor ca. 1 mio. på øerne. Hovedstad og økonomisk centrum er Zanzibar Town, med den verdensberømte gamle bydel Stone Town på øen Unguja. Hovedbyen på Pemba er Chacke Chacke.
Der er færge mellem Zanzibar og fastlandet.
Zanzibars hovedindustrier er krydderier, raphia og turisme. Øenre producerer blandt andet kryddernellike, muskat, kanel og sort peber. På grund af dette er øerne, sammen med Mafiaøen, også kendt som Krydderøerne. Økologisk er øerne kendt for den endemiske bladabeart zanzibarsk rød kolobus og den muligvis uddøde zanzibarske leopard.

## Etymologi
Fra 700–800-tallet omtales sorte som "zanj" af indere og kinesere. "bar" betyder land. Zanzibar betyder dermed "de sortes land".

## Historie

### Førkolonial historie
Fra 700–800-tallet skabte stridigheder indenfor islam flygtninge. Nogen af disse drog søvejen og bosatte sig på Zanzibar og områderne omkring, blandt andet Mombasa og øen Kilwa. Al-Mas'ud beskrev ca. år 900 i sine skildringer, hvordan bantuer og arabere sammen deltog i handelen i Det indiske Ocean. Nogen regner blandingen af bantuer og arabere som ophavet til swahilifolket, mens andre mener, at disse er ren bantu.
I 1154 beskriver Al-Idris bog om sine oplevelser i Østafrika. dette er første gang det nævnes slavehandel og handel med guld i området. Han skildrer videre, at afrikanere og arabere forstår hinandens sprog, og at det er tilrejsende fra Oman som køber deres varer.
I 1497 ankom portugiseren Vasco da Gama til Zanzibar. Han var på vej til Indien efter, at vejen sønden om Afrika var fundet. I 1503 blev Zanzibar angrebet af portugiserne. Zanzibar klarede at samle 4.000 mand i kano på kort varsel, men portugiserne vandt ganske enkelt fordi de havde skydevåben og kanoner. Zanzibar blev angrebet igen i 1505, men i 1507 opgav portugiserne ideen om at bruge øen som mellemstation og etablerede sin base Mosambik. I slutningen af 1500-tallet kom portugiserne tilbage, og byggede en række fæstningsværker langs kysten og på Zanzibar. Med sin brutale fremfærd havde portugiserne ved indgangen til 1700-tallet ødelagt den før så blomstrende handelstrafik langs den østafrikanske kyst, som Zanzibar havde været en del af.
I 1728 indtog omanerne Zanzibar og fordrev portugiserne. De ønskede kontrol over hele den østafrikanske kyst, og i 1798 undertegnede de en aftale med briterne om samarbejde. Omanerne var aktive i slavehandelen, som gik igennem Zanzibar, mens briterne afsluttede sin slavehandel i 1807. I 1806 blev Seyyid Said sultan i Oman.  Han sendte en hær, som okkuperede kysten indenfor Zanzibar i 1837. Said kom selv fra Oman for at forhandle en fred, men alle de lokale ledere "forsvandt", og han blev det eneste lederalternativ. Said mærkede sig. at næsten hele hans indtægt kom fra kysten og ikke Oman, og flyttede hovedstaden til Zanzibar i 1840. USA (1837), Storbritannien (1841) og Frankrig (1844) etablerede  konsulater der.
I 1800-tallet blev der organiseret store handelskaravaner med hundredvis af afrikanske bærere fra Zanzibar med start fra Bagamoyo til indlandet og de store søer Victoriasøen og Tanganyikasøen. Med sig tilbage til Zanzibar bragte de arabiske handelsmænd, som ledede ekspeditionerne  i hovedsagen elfenben og slaver. Den mest kendte handelsmand var Tippu Tip. Gennem denne trafik blev sproget swahili spredt som handelssprog over hele regionen. Der skete også en spredning af islam til indlandet.
I 1856 omkom Said i et havari på vej til Oman. Zanzibar og Oman blev splittet, da hans sønner skulle overtage. I 1890 blev Zanzibar britisk protektorat.

### Postkolonial historie
I 1957 blev politiske partier lovlige på Zanzibar, og Afro-Shiraz Party, Zanzibar National Party og Zanzibar and Pempa Peoples Party blev stiftet. I 1963 blev det første valg afholdt, og Afro Shiraz vandt dette, men fik ikke flertal. I 1964 brød Zanzibar-revolutionen ud, og sultanerne blev drevet bort. Der blev indgået en union med Tanganyika, og republikken Tanzania blev dannet.
Den 10. september 2011 forliste den overfyldte færge Spice Islander og muligvis mistede op imod 3.000 mennesker livet.

## Kendte personer fra Zanzibar
- Forsangeren i rockgruppen Queen, Freddie Mercury, blev født på Zanzibar i 1946.